# Kalfou
Kalfou (auch: Kalfu) ist eine Landgemeinde im Departement Tahoua in Niger.

## Geographie

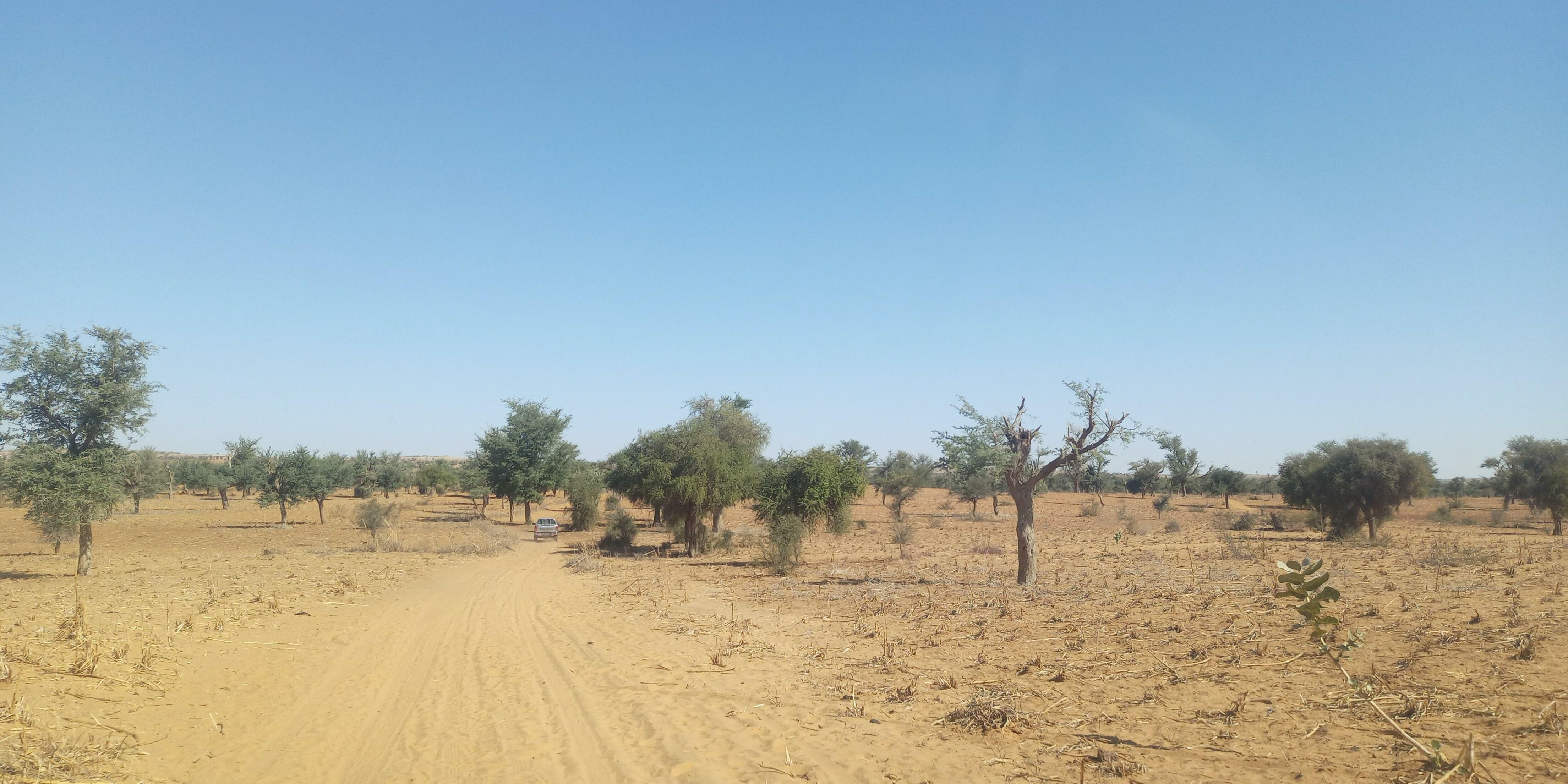
Landschaft in der Gemeinde Kalfou (2023)

Kalfou liegt in der Sahelzone und ist ein östlicher Vorort der Regionalhauptstadt Tahoua. Die weiteren Nachbargemeinden Kalfous sind Barmou im Nordwesten, Kao im Norden, Tabalak im Nordosten, Keita im Osten, Tamaské im Südosten, Badaguichiri im Süden und Bambeye im Südwesten. Bei den Siedlungen im Gemeindegebiet handelt es sich um 59 Dörfer und 54 Weiler. Der Hauptort der Landgemeinde ist das Dorf Kalfou Dabagui. Es liegt auf einer Höhe von 471 m. Weitere größere Dörfer im Gemeindegebiet sind Bagueye und Toudouni.
Weite Teile der Gemeinde einschließlich des Hauptorts befinden sich in der Gebirgslandschaft Ader Doutchi. In der Gemeinde Kalfou liegen das Foulatchi-Tal mit den Dörfern Alibou und Kalfou Rahi sowie die Täler von Founkoye, Izerwan, Karadji Sud und Latchiwa. Der Nordosten des Gemeindegebiets gehört zum Einzugsgebiet des Sees Mare de Tabalak. Die Forêt classée de Minao ist ein 60 Hektar großes unter Naturschutz stehendes Waldgebiet im Gemeindegebiet von Kalfou. Die Unterschutzstellung erfolgte 1955.

## Geschichte
Kalfou wurde im 17. Jahrhundert gegründet. Im 18. Jahrhundert gehörte die Siedlung zur Provinz Ader des Sultanats Aïr. Die Provinz Ader war in mehrere Sektoren aufgeteilt, wobei der Sektor, in dem Kalfou lag, von den Amattaza, einer Untergruppe der Tuareg-Untergruppe Lissawan, verwaltet wurde. Die Siedlung wurde im letzten Drittel des 19. Jahrhunderts, vor der Ankunft der Kolonialmacht Frankreich, von der Tuareg-Untergruppe Ullemmeden beherrscht.

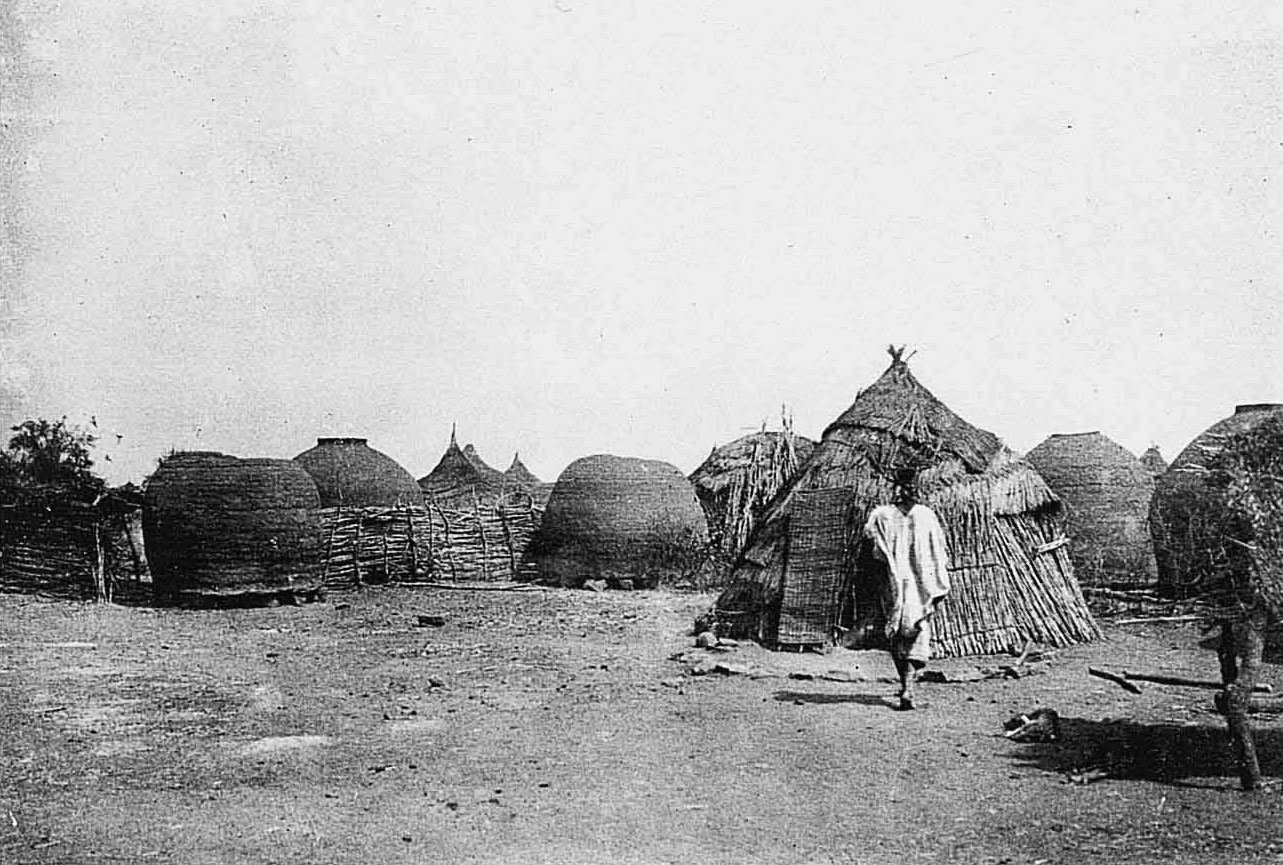
Hirsespeicher in Kalfou (1909)

Der Markt im Ort war einer der kleinen Märkte in der Region, die zu Beginn des 20. Jahrhunderts von der französischen Verwaltung zugelassen wurden. Der britische Reiseschriftsteller A. Henry Savage Landor besuchte Kalfou 1906 im Rahmen seiner zwölfmonatigen Afrika-Durchquerung. Er beschrieb die Ortschaft als Ansammlung mehrerer großer Dörfer in einer Ebene. Die 227 Kilometer lange Piste für Reiter zwischen den Orten Tahoua und Kornaka, die durch Kalfou führte, galt in den 1920er Jahren als einer der Hauptverkehrswege in der damaligen französischen Kolonie Niger.
Bei einer Untersuchung im Jahr 1990 wurde beim Befall mit der Saugwürmer-Art Schistosoma haematobium unter den 14- bis 15-Jährigen im Hauptort eine Prävalenz von 70 Prozent festgestellt. Die Landgemeinde Kalfou ging 2002 im Zuge einer landesweiten Verwaltungsreform aus dem Kanton Kalfou hervor, aus dem Barmou als eigenständige Landgemeinde herausgelöst wurde.

## Bevölkerung
Bei der Volkszählung 2012 hatte die Landgemeinde 111.274 Einwohner, die in 17.566 Haushalten lebten. Bei der Volkszählung 2001 betrug die Einwohnerzahl 75.446 in 11.866 Haushalten.
Im Hauptort lebten bei der Volkszählung 2012 3368 Einwohner in 596 Haushalten, bei der Volkszählung 2001 3080 in 484 Haushalten und bei der Volkszählung 1988 3503 in 564 Haushalten.

## Politik
Der Gemeinderat (conseil municipal) hat 25 gewählte Mitglieder. Mit den Kommunalwahlen 2020 sind die Sitze im Gemeinderat wie folgt verteilt: 11 ADN-Fusaha, 10 MPR-Jamhuriya, 3 AMEN-AMIN und 1 MCC-Arziki.
Jeweils ein traditioneller Ortsvorsteher (chef traditionnel) steht an der Spitze von 38 Dörfern in der Gemeinde.

## Wirtschaft und Infrastruktur
Im Süden der Gemeinde wird Regenfeldbau betrieben, im Norden herrscht der Agropastoralismus vor. Von wirtschaftlicher Bedeutung ist auch die Arbeitsmigration ins Ausland. Das staatliche Versorgungszentrum für landwirtschaftliche Betriebsmittel und Materialien (CAIMA) unterhält eine Verkaufsstelle im Hauptort.
Gesundheitszentren des Typs Centre de Santé Intégré (CSI) sind im Hauptort sowie in den Siedlungen Adouna Guidan Toudou, Agoulmaoua, Bagueye, Latchiwa und Samo vorhanden. Das Gesundheitszentrum in Bagueye verfügt über ein eigenes Labor und eine Entbindungsstation. Der CEG Kalfou und der im Dorf Toudouni gelegene CEG Toudouni sind allgemein bildende Schulen der Sekundarstufe des Typs Collège d’Enseignement Général (CEG). Beim Centre de Formation aux Métiers de Kalfou (CFM Kalfou) handelt es sich um ein Berufsausbildungszentrum.
Kalfou liegt an der Nationalstraße 16, die den Ort mit den Nachbarstädten Keita und Tahoua verbindet.